# Ewa Ornacka
Ewa Ornacka (ur. 2 czerwca 1964 w Szczecinie) – polska dziennikarka i scenarzystka.

## Życiorys
Z wykształcenia pedagog. Pracę dziennikarską rozpoczęła na początku lat 90. w redakcji „Głosu Szczecińskiego”. Związana z tygodnikiem „Wprost”, publikowała na łamach tygodników „Prawo i Życie”, „Newsweek Polska”, magazynu „Śledczy” oraz „Uważam Rze”.

## Publikacje książkowe
- Alfabet mafii (2004, współautor Piotr Pytlakowski)
- Tajemnice zbrodni (2011)
- Nowy alfabet mafii. Najnowsze losy polskiej przestępczości zorganizowanej (2013, współautor Piotr Pytlakowski)
- Wojny kobiet. Rzuciły wyzwanie policji, sądom i mafii (wyd. REBIS 2015, współautor Piotr Pytlakowski)
- Pajęczyna strachu (Wyd. REBIS 2015, współautor Karolina Szymczyk-Majchrzak)
- Kombinat zbrodni. Władcy Mokotowa. Historia najbardziej brutalnej grupy przestępczej w Polsce! (Wyd. REBIS 2017)
- Zrozumieć zbrodnię (wyd. REBIS, 2019)
- Wrobiony w dożywocie (wyd. REBIS, 2019)

## Filmografia
- 2004: Alfabet mafii – dziennikarka[2]
- 2004: Alfabet mafii. Dekada mafijnej Warszawy – dziennikarka, komentarz[2]
- 2005: Świadek, reż. Andrzej Kostenko – scenariusz[2]
- 2008: Zbrodnie niedoskonałe – serial dokumentalny, scenariusz
- 2010: Byłem gangsterem – współpraca reżyserska[2]
- 2016: Kobiety i mafia – prowadząca
- 2021: Skazana – współautorka scenariusza